# 테아 개릿
테아 개릿(Thea Garrett, 1992년 3월 15일 ~ )은 몰타의 가수이다. 유로비전 송 콘테스트 2010에서 몰타 대표로 참가했다.